# ハンス・リーシェ
ハンス・リーシェ（Hans Liesche、 1891年10月11日 - 1979年3月30日）は、ドイツの陸上競技選手である。1912年に開催されたストックホルムオリンピックの走高跳で銀メダルを獲得した。

## 経歴
ストックホルムオリンピックの走高跳競技は、10の国から37名の選手が出場して1912年7月7日（予選）、7月8日（決勝）の両日に実施された。予選でリーシェはすべての試技に成功して、翌日の決勝に進んだ。
決勝では、予選通過基準の1メートル83センチの跳躍に成功した11名の選手（11名の選手の中には、オリンピック直前の5月28日に当時の世界記録2メートル00センチを記録したジョージ・ホーリンや、このオリンピックで五種競技と十種競技で二冠に輝いたジム・ソープが含まれていた）がメダルを競い合った。リーシェは当時のオリンピック新記録に相当する1メートル91センチの跳躍に2回目で成功したが、1メートル93センチの跳躍には3回とも失敗した。アメリカ代表のアルマ・リチャーズがこの高さを1回で成功して金メダルを獲得し、リーシェは銀メダルを得ることになった。
その後、1979年に当時の西ベルリンで死去している。